# 斯氏鋸腹脂鯉
斯氏鋸腹脂鯉，為輻鰭魚綱脂鯉目脂鯉亞目锯脂鲤科的其中一個種。分布於南美洲亞馬遜河中下游及奧里諾科河上游流域，體長可達42公分，棲息在底中層水域，生活習性不明，可做為食用魚及觀賞魚，強而有力的牙齒可能造成創傷。

## 扩展阅读
維基物種上的相關：斯氏鋸腹脂鯉